# لیانا هوسپیان
لیانا ساموئلی هوسپیان (ارمنی: Լիանա Սամվելի Հովսեփյան؛ انگلیسی: Liana Hovsepyan؛ ۲۶ ژوئیهٔ ۱۹۴۱) زبان‌شناس و ارمنستان‌شناس اهل ارمنستان است.

## زندگی‌نامه
وی در ۲۶ ژوئیهٔ ۱۹۴۱ در ایروان به دنیا آمد و از دانشکده لغت‌شناسی ارمنی دانشگاه دولتی ایروان (۱۹۶۳) فارغ‌التحصیل گشت. وی به زبان‌های زبان ارمنی، ارمنی کلاسیک و ارمنی میانه تسلط دارد.

## یادداشت
1. ↑  բանասիրական գիտությունների դոկտոր
2. ↑  հայ բանասիրության ֆակուլտետ
3. ↑  ՀՀ ԳԱԱ Հրաչյա Աճառյանի անվան լեզվի ինստիտուտ
4. ↑  գրաբար
5. ↑  միջին հայերեն